# ترمینیس
ترمینیس (به فرانسوی: Tréminis) یک کمون در فرانسه است که در Canton of Mens واقع شده‌است.

## خصوصیات
ترمینیس ۴۹ کیلومترمربع مساحت و ۱۷۲ نفر جمعیت دارد و ۹۳۳ متر بالاتر از سطح دریا واقع شده‌است.